# Darko Stanić
Darko Stanić, né le 8 octobre 1978 à Mojkovac (Yougoslavie aujourd'hui au Monténégro), est un joueur de handball évoluant au poste de gardien de but en équipe nationale de Serbie.

## Biographie
Le 28 avril 2006, à l'issue d'un match qu'il a réalisé avec son club Grasshopper Club Zurich face au TSV St. Otmar Saint-Gall, il est contrôlé positif au benzoylecgonine et au méthylecgonine, deux métabolites de la cocaïne, la cocaïne étant inscrit sur la liste des substances interdites par l'Agence mondiale antidopage (WADA). Pour sa défense, Stanić a affirmé qu'il était arrivé à la conclusion que la cocaïne est entré dans son organisme après avoir fumé sans le savoir une cigarette contenant de la cocaïne dans une discothèque de Zurich, quatre jours plus tôt. Le 6 juillet 2006, la Chambre de discipline du Comité olympique suisse le suspend pour une période de 6 mois au lieu des 12 mois requis, considérant que l'athlète n'a commis « aucune faute significative ou négligence ». En appel, le Tribunal arbitral du sport déjuge le Comité olympique suisse et suspend Stanić pour une durée de deux ans, considérant improbable que l'athlète ait fumé à son insu une cigarette contenant de la cocaïne que lui aurait donné un inconnu dans une boite de nuit.
Du fait de sa suspension, il ne rejoint pas le club allemand du TV Großwallstadt pour un contrat de deux ans comme il était convenu initialement. Pour son retour à la compétition en mai 2008, il rejoint le club slovène du RK Cimos Koper où il évolue pendant trois saisons. Il remporte trois coupes de Slovénie, le championnat de Slovénie en 2011 et la coupe Challenge en 2011. Malgré ces bons résultats, il quitte le club à l'intersaison 2011 et rejoint le RK Metalurg Skopje. Avec son club, il atteint les quarts de finale de la Ligue des champions 2012-2013 et est élu meilleur gardien de la compétition par 20000 internautes
En équipe nationale de Serbie, il participe au Championnat d'Europe 2010 et au Championnat du monde 2011 où la Serbie ne brille guère avec respectivement une 13e et une 10e place.
En 2012, il obtient la médaille d'argent lors du Championnat d'Europe 2012 disputé en Serbie. Sa sélection s'incline en finale face au Danemark sur le score de 21 à 19. Il est désigné meilleur gardien de la compétition, après avoir réalisé une première période brillante contre le Danemark en finale et trente dernières minutes flamboyantes face à la Croatie en demi-finale qui ont permis à son équipe de se qualifier. Stanić était du reste entré très fort dans l'Euro 2012 avec 50 % d'arrêt face aux Polonais puis avait confirmé en poule face aux Danois (17/39), la Serbie ayant fini la compétition avec la meilleure défense (21 buts de moyenne par match) et Stanić avec le deuxième meilleur pourcentage d'arrêts.
Après ce très bon résultat acquis à domicile, la Serbie ne confirme pas et rentre dans le rang aux Jeux olympiques 2012 de Londres (9e place) et au Championnat du monde 2013 (10e place).

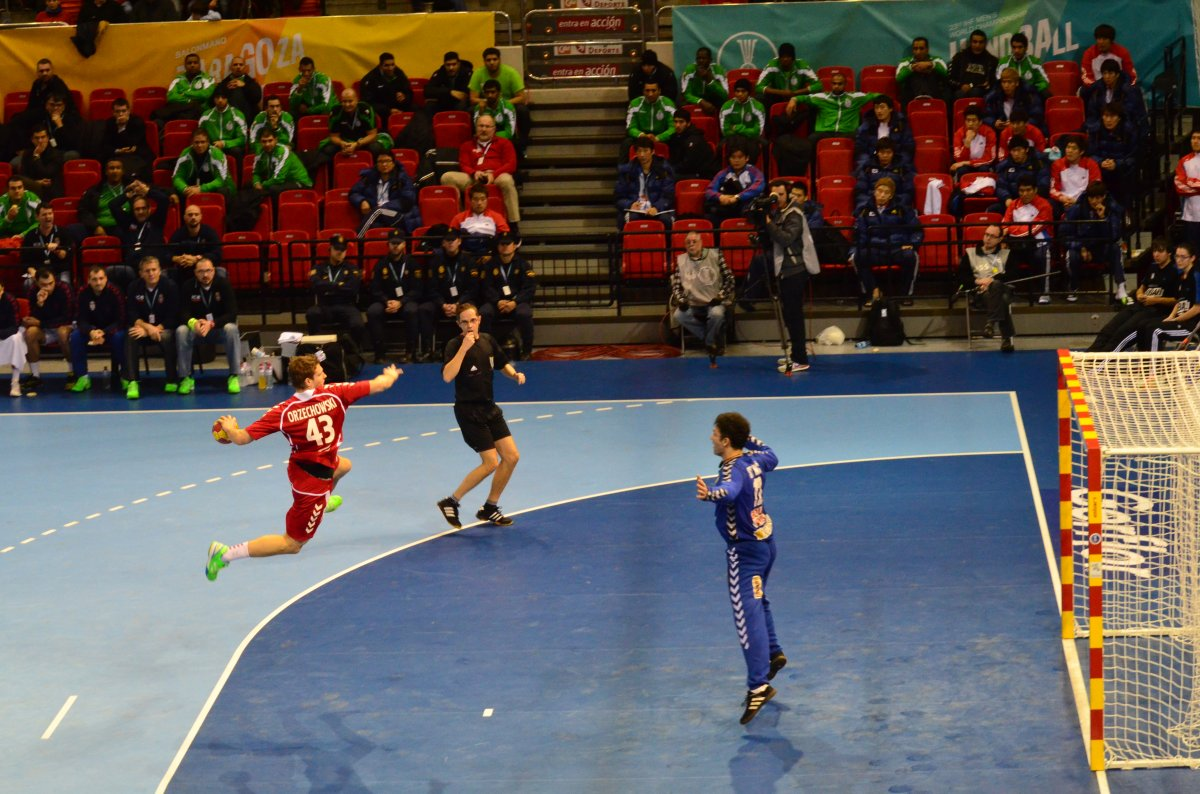
Stanić tente de s'interposer face au polonais Robert Orzechowski au Mondial 2013.

En novembre 2014, il quitte RK Metalurg Skopje, avec qui il a un différend concernant notamment des salaires impayés, et signe un contrat à court terme avec le promu allemand du SG BBM Bietigheim. N'ayant pu aider le club allemand à obtenir le maintien pour la saison suivante, il est libéré de son contrat en mars 2015 et il s'envole pour terminer la saison avec le club koweïtien Kuwait Sports Club. En décembre 2014, il a signé un contrat de deux ans pour le club allemand des Rhein Neckar Löwen à compter de l'été 2015. Mais, dès le mois d'octobre, il résilie son contrat « pour raisons personnelles » avec le club de Mannheim et rejoint le Qatar.

## Palmarès

### En club
Compétitions internationales
- Coupe Challenge (1) : 2011
- Ligue SEHA : finaliste en 2012, demi-finaliste en 2013

Compétitions nationales
- Championnat de RF Yougoslavie/Serbie-et-Monténégro (3) : 2000, 2001 (avec le RK Lovćen Cetinje), 2004 (avec l'Étoile rouge de Belgrade)
- Coupe de RF Yougoslavie/Serbie-et-Monténégro (2) : 2002 (avec le RK Lovćen Cetinje), 2004 (avec l'Étoile rouge de Belgrade)
- Championnat de Slovénie (1) : 2011
- Coupe de Slovénie (3) : 2008, 2009, 2011
- Championnat de Macédoine (2) : 2012, 2014
- Coupe de Macédoine (1) : 2013

### En équipe nationale
- 13e place au Championnat d'Europe 2010,  Autriche
- 10e place au Championnat du monde 2011,  Suède
- Médaille d'argent au Championnat d'Europe 2012,  Serbie
- 9e place aux Jeux olympiques 2012 de Londres,  Royaume-Uni
- 10e place au Championnat du monde 2013,  Espagne

### Récompenses individuelles
- Élu meilleur gardien du Championnat d'Europe 2012[5],[6]
- Élu meilleur gardien de la Ligue des champions 2012-2013[4]